# Zilvervenster
Het zilvervenster (Autographa bractea) is een vlinder uit de familie van de uilen (Noctuidae).
De voorvleugellengte bedraagt tussen de 18 en 21 millimeter. Basiskleur van de voorvleugels is bruin. Deze soort is herkenbaar aan de lichte goudachtige vlek op het midden van de voorvleugel in de vorm van een gebogen driehoek.

## Waardplanten
Het zilvervenster heeft allerlei kruidachtige planten en struiken als waardplanten. Hij overwintert als rups.

## Voorkomen
De soort komt verspreid in Europa, Voor- en Midden-Azië voor.

### Nederland en België
Het zilvervenster is in Nederland en België een zeldzame trekvlinder. De vlinder kent één generatie, die vliegt van juni tot en met augustus.